# Jean-Marie Leissen
Jean-Marie Leissen, né le 4 mars 1856 à Caudan (Morbihan), décédé le 4 mars 1942 à Plounez, commune fusionnée en 1960 avec Paimpol (Côtes-du-Nord), est un commissaire de la marine, défenseur des pêcheurs d'Islande.

## Biographie
Jean-Marie Leissen entre dans la Marine en qualité d'élève-commissaire le 1er novembre 1878, puis navigue sur la frégate Pallas en Atlantique sud et sur l'aviso Dayot dans le Pacifique. En 1893, sous-commissaire affecté au quartier de Paimpol, il occupe ensuite différents postes, notamment à Rochefort, Brest et Lorient. Commissaire principal de la Marine nationale le 1er septembre 1901, il opte pour le corps des administrateurs de l'Inscription maritime. En 1904, Administrateur en chef de 1re classe de l'Inscription maritime, il est, de nouveau, affecté au quartier de Paimpol. Au 1er janvier 1917, directeur de l'Inscription maritime pour les sous-arrondissements de Nantes et de Lorient, il termine sa carrière le 4 mars 1921 au grade d'administrateur général de l'Inscription maritime et commandeur de la Légion d'Honneur.

## Combat pour améliorer les conditions de vie des pêcheurs d'Islande entre 1850 et 1935
À cette époque, les conditions de vie des pêcheurs d'Islande sont très loin des mythes véhiculés, entre autres, par Pierre Loti et Théodore Botrel. Les actions menées par le commissaire Leissen pour les améliorer se heurteront à des logiques de rentabilité contraires à la protection des marins-pêcheurs qu'il propose.
Dès son arrivée au poste de Paimpol, en 1891, le jeune officier s’intéresse à tous les aspects de la vie à bord, que ce soit le déséquilibre de l'alimentation, l'incitation à l'alcoolisme, le manque de confort élémentaire et l'absence de sécurité. Il fournit des rapports qui décrivent précisément la situation de ces marins commandés par des capitaines trop souvent incompétents et fréquemment alcooliques. Ces correspondances, disponibles au Service historique de la Défense et conservés à Brest par les archives de la marine, ont servi aux historiens de support d'étude afin de rétablir la vérité sur le quotidien des pêcheurs d'Islande. Ainsi propose-t-il aux armateurs, plus soucieux de rentabilité que du sort des pêcheurs, des solutions à mettre en œuvre. Son obstination, de nombreuses disparitions en mer et de dramatiques naufrages (120 goélettes et 2 000 marins disparus au cours des campagnes morutières) finiront par faire adopter ces mesures aux armateurs. Son engagement lui vaut une puissante inimitié des influents notables locaux, qui, malgré de fortes pressions politiques, n'obtiennent pourtant que son affectation provisoire à Brest, en 1895. Car, des événements dramatiques font valoir la justesse de ses analyses, et il reçoit rapidement, en 1903, une nouvelle mutation pour Paimpol avec des pouvoirs accrus. En dépit des menaces sur sa carrière, traduites par des manœuvres politiques pour freiner son avancement, l'administrateur persévère dans ce qu'il considère comme une mission impérative. En 1921, ayant exercé les plus hautes fonctions à Lorient et Nantes, Leissen revient prendre sa retraite dans sa chère ville de Paimpol.

## Distinctions

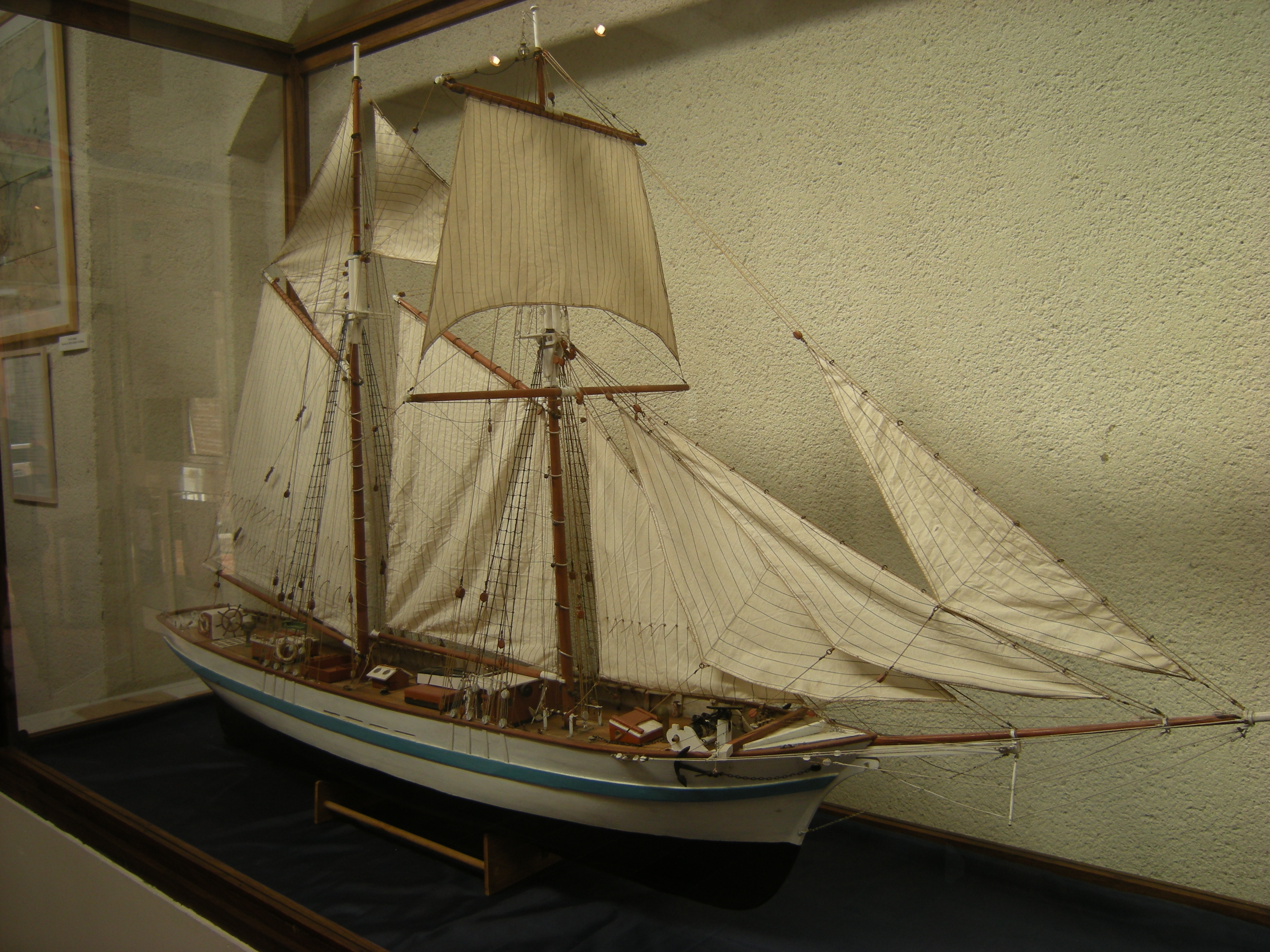
La maquette de la première goélette paimpolaise armée pour la pêche en Islande, lOccasion, en 1852, est exposée au Musée de la mer de Paimpol

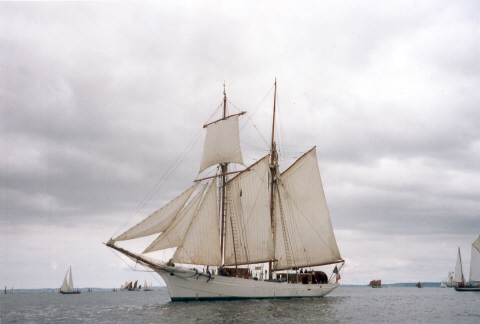
La Belle Poule, goélette paimpolaise à huniers

- Commandeur de la Légion d'honneur (10 juillet 1921)
- Officier de l'ordre du Mérite maritime
- Officier d'académie
- Officier du Nichan Iftikhar